# 아이 엠 넘버 포
《아이 엠 넘버 포》(I Am Number Four)는 피타커스 로어의 소설이다. 로리언 행성의 9명의 가드들이 모가도어인들로부터 자신들의 행성인 로리언을 되찾기 위해 모가도어인들과 고군분투를 벌이는 내용으로, 현재 한국에서는 6권까지 발간되었다.
2011년에 영화화되었다.